# Варачан
Варачан — раннесредневековый гуннский город на территории Дагестана, упоминаемый в армянских источниках. Считался столицей «царства гуннов».

## Локализация
Местоположение вызывает споры среди историков:
- Часть исследователей считают, что речь идет о Буйнакске (Сурен Еремян).[1][2]

- Ряд исследователей, например Владимир Котович, отожествляют Варачан с древним городищем Урцеки (4 км юго-западнее современного села Уллубийаул)[3]. Пишет так же об идентификации этих двух городов и археолог Л. Б. Гмыря[4]. Б. Г. Алиев также согласен с мнением Котовича[4].

- Муртузали Гаджиев и другой дагестанский археолог Шамиль Давудов, локализировали Варачан на месте городища «Шахсенгер», расположенного южнее городища Урцеки — к юго-востоку от села Башлыкент, в 36 км к северо-западу от Дербента.[5][6]

- Р. Магомедов, полагал, что город находился между долинами рек Башлычай и Янгичай ниже Башлыкента.[7]

## История
По описаниям он был заложен в V веке. Город представлял собой крепость и перевалочный пункт на торговом пути.
У Моисея Каганкатваци он назван «великолепным».
В феврале 685 года в Варачан прибыла византийская делегация во главе с епископом Исраилем. В своей проповеди, прочитанной перед жителями Варачана после водружения креста, сделанного из священного дуба, епископ призвал отказаться от их поклонения деревьям и поклоняться Богу. Исраил поэтапно искоренил поклонения солнцу, луне и прочим, распространяя христианство в Варачане. Были срублены священные деревья, построив из них огромный крест. Уничтожили все капища «и погибли скверные кожи жертвенных чучел».
В 730-е годы Варачан был разрушен в ходе арабского завоевания.